# Râul Tireu
Râul Tireu este un curs de apă, afluent al râului Gurghiu. 